# Barásoain
Barásoain ist ein Dorf in der Autonomen Gemeinschaft Navarra. 2024 hatte die Gemeinde 594 Einwohner.

## Lage
Barásoain befindet sich ungefähr 25 km südlich von Pamplona und 15 km nördlich von Tafalla. Das Gebiet des Dorfes liegt etwa 523 m über dem Meeresspiegel.

## Persönlichkeiten
- Martin de Azpilcueta (1492–1586), spanischer Theologe und Ökonom